# Physocephala cayennensis
Physocephala cayennensis är en tvåvingeart som först beskrevs av Macquart 1843.  Physocephala cayennensis ingår i släktet Physocephala och familjen stekelflugor. Inga underarter finns listade i Catalogue of Life.